# 厄尔伯
厄尔伯，是匈牙利沃什州所辖的一个村，总面积23.53平方公里，总人口730，人口密度31.0人/平方公里（2010年1月1日）。